# Francesco Meriano

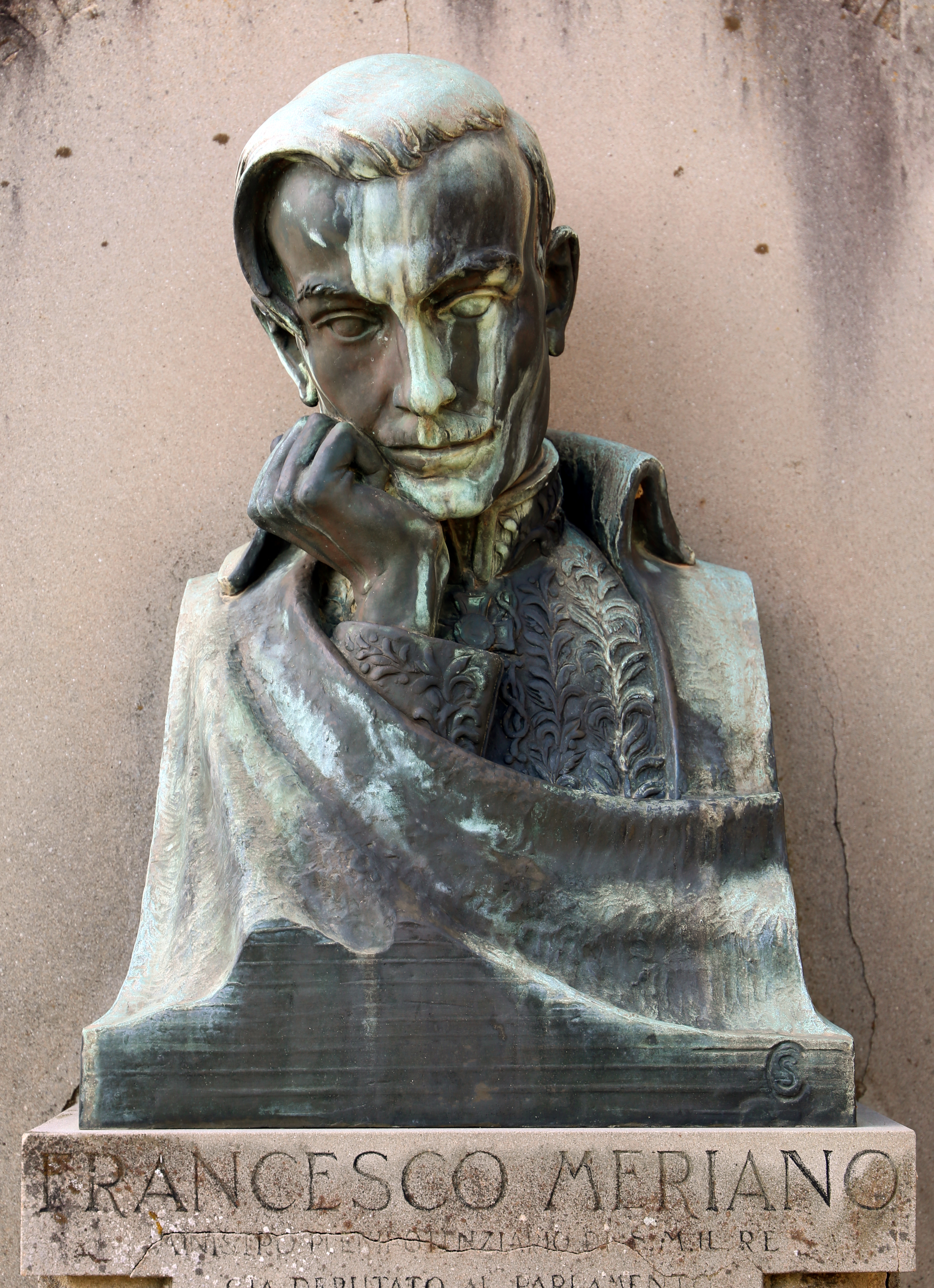
Bild des Grabmonument

Francesco Meriano (* 21. September 1896 in Turin; † 21. Mai 1934 in Kabul) war ein futuristischer Künstler, italienischer Botschafter, faschistischer Schriftsteller, Journalist und Politiker.

## Leben
Francesco Meriano war der Sohn von Carolina Capello und Ernesto Meriano. Mit Bino Binazzi (* 12. November 1878 in Figline Valdarno; † 1. Mai 1930 in Prato) verlegte er von Juni 1916 bis 1920 in Bologna die avantgardistische Zeitschrift La Brigata. Von 1916 bis 1920 arbeitete er mit Tristan Tzara, den er bewunderte, an Relationes épistolaires.
Von 1921 bis 1923 war er Redakteur der von Benito Mussolini gegründeten Il Popolo d’Italia. 1923 war er in Bologna stellvertretender Direktor des Il Resto del Carlino und verlegte mit Dino Grandi Quaderni Imperia. 1927 trat Meriano in den auswärtigen Dienst Italiens ein. 1928 wurde er Generalkonsul in Odessa. 24. Juni 1929 bis 26. September 1930 war er Gesandter in Luxemburg. Von 1931 bis Mitte 1932 war er Konsul in Rabat, wo er L’Ala Italiana (Der italienische Flügel), eine konservative 14-täglich erscheinende Zeitschrift, verlegte. 1932 kam er mit zunehmenden Symptomen einer Krankheit in ein Sanatorium in Abetina Vallesana in der Provinz Sondrio, wo er ab August 1932 zwei Monate im Krankenhaus verbrachte. 1933 verhandelte er in Split vor dem Hintergrund territorialer Konflikte über die Förderung der italienischen Kultur in Dalmatien. 1934 wurde er als Ministre plénipotentiaire nach Kabul gesandt, wo er an einer Krankheit verstarb. Er liegt auf dem Friedhof von Settignano begraben.